# Jekalyn Carr
Jekalyn Carr (* 22. April 1997 in West Memphis, Arkansas) ist eine US-amerikanische Gospel-Sängerin.

## Hintergrund
Jekalyn Carr veröffentlichte ihre Debüt-EP Promise im Selbstverlag. Die nächsten beiden Alben, Greater Is Coming und It’s Gonna Happen, erschienen dann beim Gospel-Label Malaco, jene konnten sich jeweils in den Top Ten der US-Gospel-Alben-Charts platzieren, das erstgenannte kam sogar in die offiziellen Albumcharts. 2017 wurde sie für ihre Live-Darbietung des Titels You’re Bigger für den Grammy nominiert.
2016 folgte das Album The Life Project, mit dem Carr erstmals Platz 1 bei den Gospel-Alben schaffte. Auch One Nation Under God zwei Jahre später erreichte die Chartspitze. Für den darauf enthaltenen Song You Will Win wurde sie 2019 ein zweites Mal für den Grammy nominiert.

## Diskografie
- 2011: Promise (EP)
- 2013: Greater Is Coming (Malaco)
- 2014: It’s Gonna Happen (Malaco)
- 2016: The Life Project (Lunjeal)
- 2018: One Nation Under God